# Жуков, Лев Дмитриевич
Лев Дми́триевич Жу́ков (10 февраля 1934; Ленинград, РСФСР, СССР — 8 апреля 1995; неизвестно) — советский актёр театра и кино, мастер дубляжа.

## Биография
Родился 10 февраля 1934 года в Ленинграде.
Учился в Ленинградском театральном институте имени А. Н. Островского на курсе Б. П. Петровых, который окончил в 1956 году, после чего был распределён в Государственный русский драматический театр Эстонской ССР, в котором сыграл два сезона. В 1958 году вернулся в Ленинград, став штатным актёром киностудии «Ленфильм» и «Студии киноактёра», где оставался до начала 1980-х годов.
В 1957 году дебютировал в кино, снявшись в советском фильме «На переломе», сыграв роль Старовойтова. Популярность в качестве актёра пришла после съёмок в фильме «Ваня», где Жуков сыграл одну из главную ролей, роль Вани Татарникова, затем последовала главная роль в картине «Это было весной», сыграв роль Васи.
Жуков снимался во многих фильмах, но с каждой новой работой роли становились всё меньше и меньше, а потом предложения для съёмок и вовсе прекратились. 
8 апреля 1995 года добровольно ушёл из жизни по причине полного забвения и невостребованности. В последние годы жизни много выпивал.

## Фильмография
- 1957 — На переломе — Старовойтов
- 1958 — Ваня — Ваня
- 1959 — Это было весной — Вася
- 1960 — Свет в окне — Константин
- 1962 — Первый мяч — Тимоха
- 1963 — Бухта Елены — Сомов
- 1963 — Пока жив человек
- 1964 — Джура — пулемётчик на самолёте
- 1964 — Поезд милосердия — лейтенант
- 1965 — Заговор послов — грабитель
- 1965 — Музыканты одного полка — музыкант
- 1965 — На одной планете — Бобров
- 1965 — Сколько лет, сколько зим! — ученик
- 1966 — Товарищ песня — лётчик
- 1967 — Мятежная застава — водитель «козки»
- 1967 — Полуденный паром — младший лейтенант Алёша
- 1968 — Удар! Ещё удар! — Зараев
- 1969 — Сыны Отечества — немецкий солдат
- 1970 — Угол падения — комиссар Купше
- 1971 — Даурия
- 1971 — Ночь на 14-й параллели
- 1973 — Дверь без замка — браконьер
- 1973 — Здесь наш дом
- 1974 — Главный день — Костров
- 1974 — Ливень — мичман
- 1974—1977 — Блокада — пограничник
- 1981 — 20 декабря
- 1982 — В старых ритмах — сотрудник уголовного розыска